# Derolus anteaureus
Derolus anteaureus es una especie de escarabajo longicornio del género Derolus, tribu Cerambycini, subfamilia Cerambycinae. Fue descrita científicamente por Breuning en 1974.

## Descripción
Mide 14-20 milímetros de longitud.

## Distribución
Se distribuye por Tanzania.